# Mġarr United Football Club
El Mġarr United Football Club es un equipo de fútbol profesional maltés que actualmente juega en la Primera División de Malta de la liga maltesa de fútbol y que fue fundado en 1967. Está establecido en la ciudad de Mġarr y juega sus partidos de casa en el Mgarr Football Ground.

## Entrenadores
- Joe Grech (2007-2008)
- Vesko Petrovic (2009-2013)
- Robert Magro (2013-)

## Palmarés
- Maltese National Amateur League (1): 2024
- Tercera División de Malta (2): 2006, 2010